# Psychotria hivaoana
Psychotria hivaoana är en måreväxtart som beskrevs av Francis Raymond Fosberg. Psychotria hivaoana ingår i släktet Psychotria och familjen måreväxter. Inga underarter finns listade i Catalogue of Life.